# Julia Edtmeier

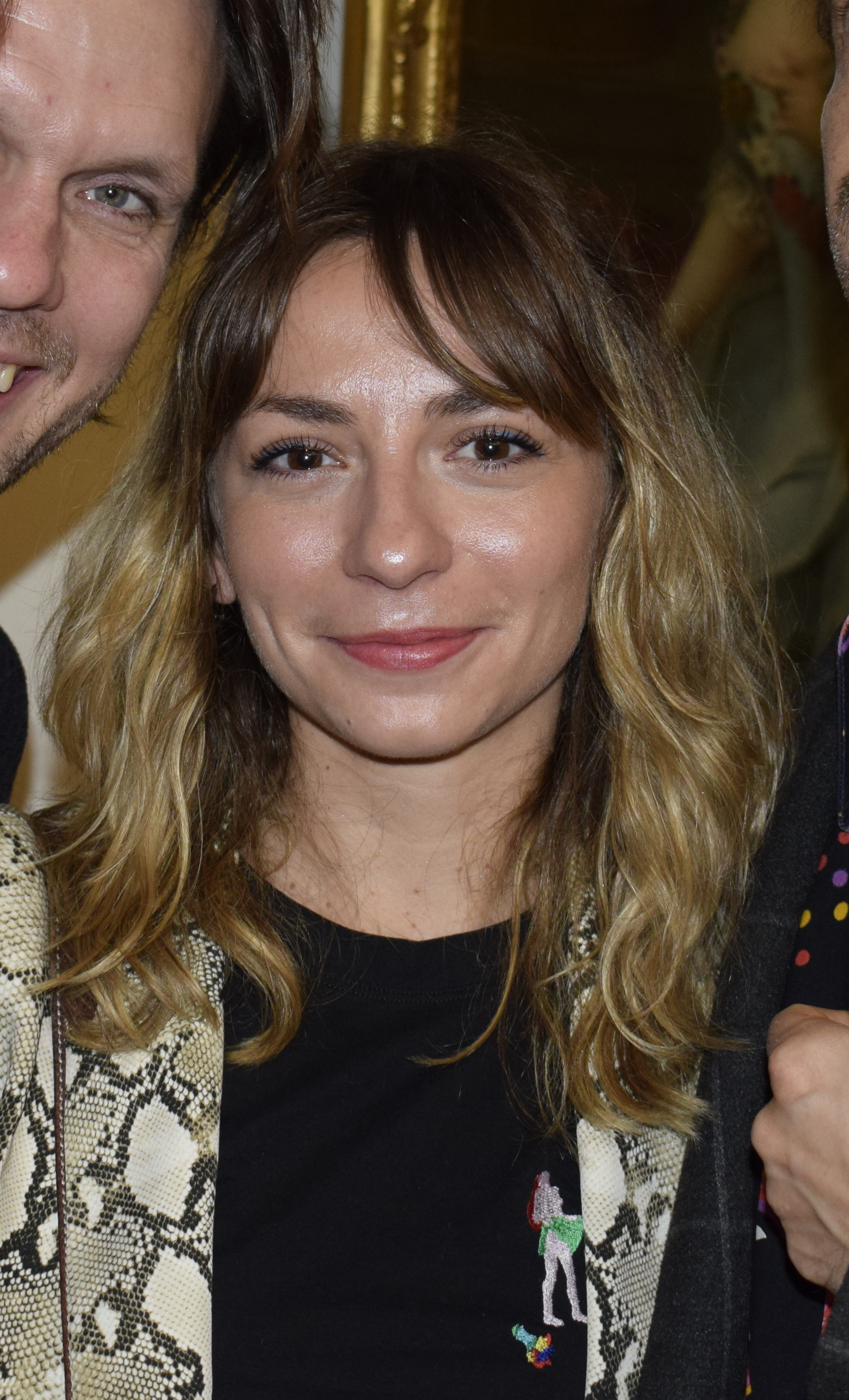
Julia Edtmeier (2019)

Julia Edtmeier (* 1990 in Linz) ist eine österreichische Schauspielerin.

## Leben
Julia Edtmeier erhielt eine Tanzausbildung in Linz und später in Paris am Centre de Danse du Marais. Ihre Schauspiel- und Gesangsausbildung an der Performing Academy in Wien schloss sie im Sommer 2013 ab. Während ihrer Ausbildung stand sie unter anderem in der Wiener Stadthalle in den Musicals Alice im Wunderland als Grinsekatze, in Aladdin als Jago und in Camp Rock auf der Bühne. 2013 spielte sie im Theaterstück Villa Dolorosa im Casino am Schwarzenbergplatz des Burgtheaters die Rolle der Olga.
In der Folge verkörperte sie etwa 2014 die Velma in West Side Story an der Felsenbühne Staatz und war in Mamma Mia! und Jesus Christ Superstar am Wiener Raimundtheater sowie in Bussi am Staatstheater am Gärtnerplatz zu sehen. Unter der Regie von Herbert Föttinger wirkte sie in Anatol am Theater in der Josefstadt mit. In der Produktion Gefährliche Liebschaften spielte sie in der Wiener Galerie im Ersten die Rolle der Cecile de Volanges, die Produktion wurde 2015 in der Kategorie Beste Off-Produktion für einen Nestroy nominiert. Am Theater der Jugend stand sie in der Spielsaison 2015/16 in Momo und in der Saison 2017/18 als Namina in Das kleine Meermädchen sowie als Mo Miller in Der Fluch des David Ballinger auf der Bühne.
2016 gründete sie gemeinsam mit Alexander Pschill und Kaja Dymnicki das Bronski & Grünberg Theater in Wien, im Rahmen der Verleihung des Nestroy-Theaterpreises 2017 waren sie dafür für den Spezialpreis nominiert. Am Bronski & Grünberg war sie unter anderem in der Saison 2016/17 als Lucy in Dracula, als Iphigenie in Anti_gone und als Polina in Der Spieler zu sehen. In der Folge spielte sie dort etwa Rigoletto sowie die Franzi in Wiener Blut unter der Regie von Ruth Brauer-Kvam. Am Landestheater Niederösterreich wirkte sie 2018 in Leon Pirat von Christine Nöstlinger mit. Im November 2019 feierte sie mit Thrones! – Drachenfeuer unterm Königsarsch, einer Musical-Parodie auf Game of Thrones, am Kabarett Simpl Premiere. An der Volksoper Wien übernahm sie Ende 2024 die Rolle des Klärchen im Singspiel Im weißen Rößl von Ralph Benatzky, mit Harald Schmidt als ihrem Vater Professor Hinzelmann.
Im Fernsehfilm Mein Vater, meine Frau und meine Geliebte von Regisseur Michael Kreihsl basierend auf dem Roman Der arme Verschwender spielte sie 2004 die Rolle der Judith. In der Kinokomödie Love Machine (2019) und der Fortsetzung Love Machine 2 (2022) von Regisseur Andreas Schmied hatte sie an der Seite von Thomas Stipsits als Georgy Hillmaier eine Hauptrolle als dessen Schwester Gitti Hillmaier.

## Filmografie (Auswahl)
- 2004: Mein Vater, meine Frau und meine Geliebte (Fernsehfilm)
- 2019: Love Machine (Kinofilm)
- 2019: Fisch lernt fliegen
- 2020: Letzter Wille – Fesseln (Fernsehserie)
- 2020: Das Glück ist ein Vogerl (Fernsehfilm)
- 2021: SOKO Donau – Auf Abwegen (Fernsehserie)
- 2021: SOKO Kitzbühel – Auf der Flucht (Fernsehserie)
- 2022: Alles finster (Fernsehserie)
- 2022: Geschichten vom Franz (Kinofilm)
- 2022: Love Machine 2 (Kinofilm)
- 2022: Schrille Nacht (Fernsehfilm)
- 2022: Weber & Breitfuß – Auf Reha, Beim Film
- 2023: Schnell ermittelt – Nadja Brugger
- 2023: SOKO Linz – Systemcrash (Fernsehserie)
- 2023: Neue Geschichten vom Franz
- 2023: Stadtkomödie – Heribert (Fernsehreihe)
- 2024: Kopftuchmafia – Ein Stinatz-Krimi (Fernsehreihe)
- 2025: SOKO Donau/SOKO Wien – Cui Bono? (Fernsehserie)
- 2025: Uhudler-Verschwörung – Ein Stinatz-Krimi (Fernsehreihe)
- 2025: Tatort: Wir sind nicht zu fassen! (Fernsehreihe)

## Auszeichnungen und Nominierungen
- 2017: Nestroy-Theaterpreis – Nominierung für den Spezialpreis[8]
- 2022: Nestroy-Theaterpreis – Nominierung für den Publikumspreis[12]
- 2024: Nestroy-Theaterpreis – Auszeichnung als Beste Schauspielerin für ihre Darstellung des Mozart in Amadeus am Volkstheater und am Theater Bronski & Grünberg[13][14]